# Synema globosum nigriventre
Synema globosum là một phân loài nhện trong họ Thomisidae.
Loài này thuộc chi Synema. Synema globosum nigriventre được Wladislaus Kulczynski miêu tả năm 1901.

## Hình ảnh

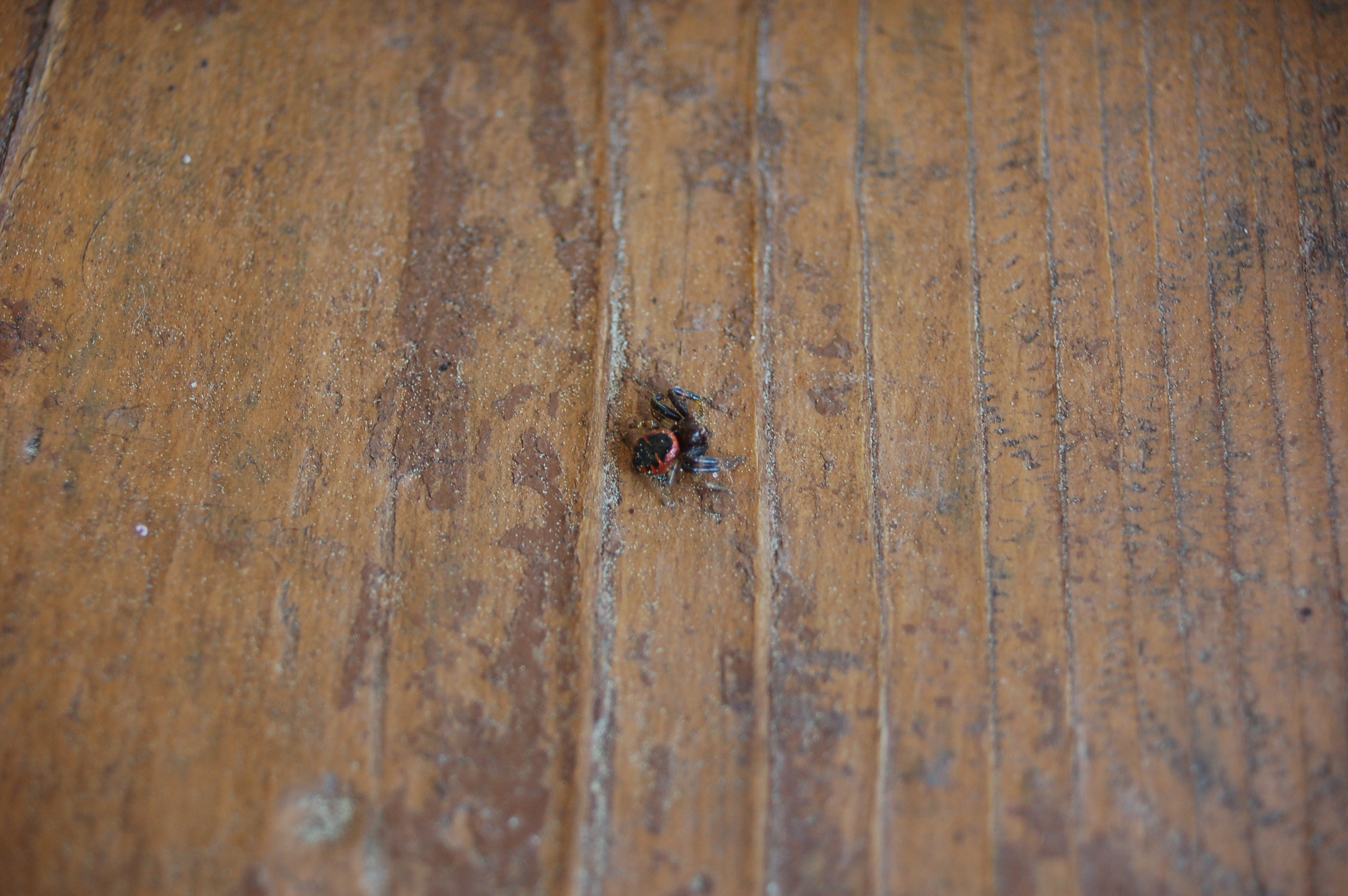
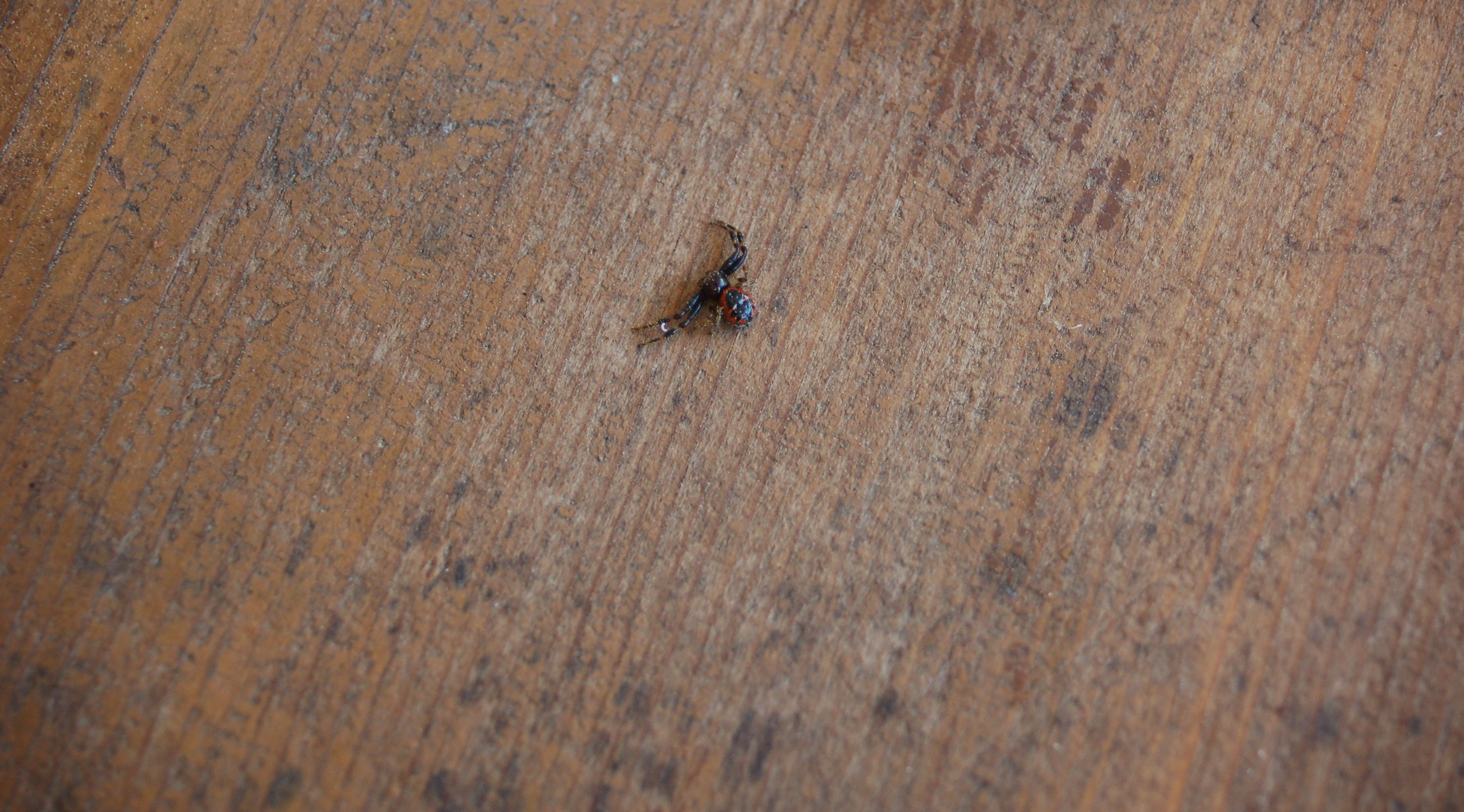
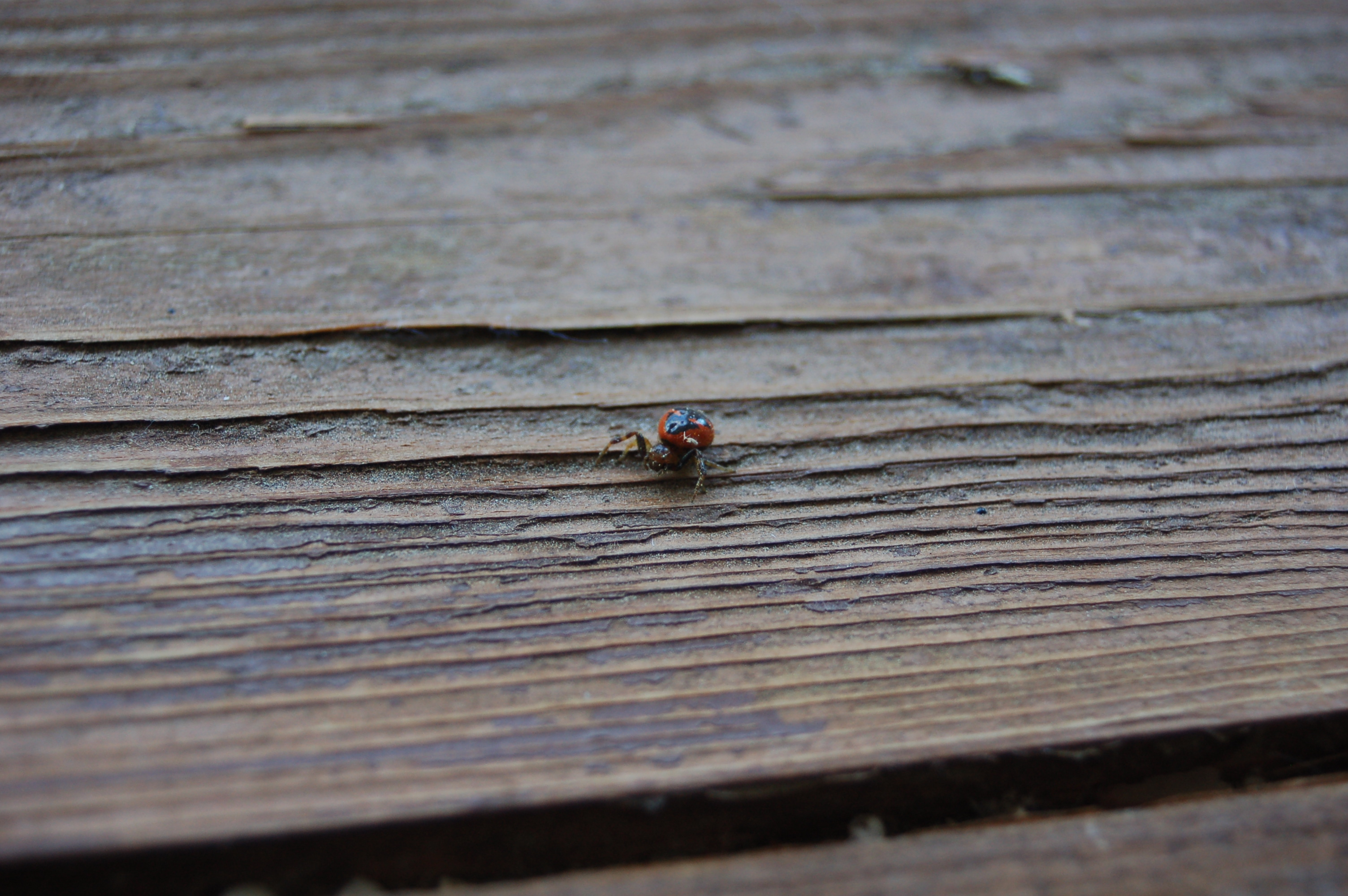
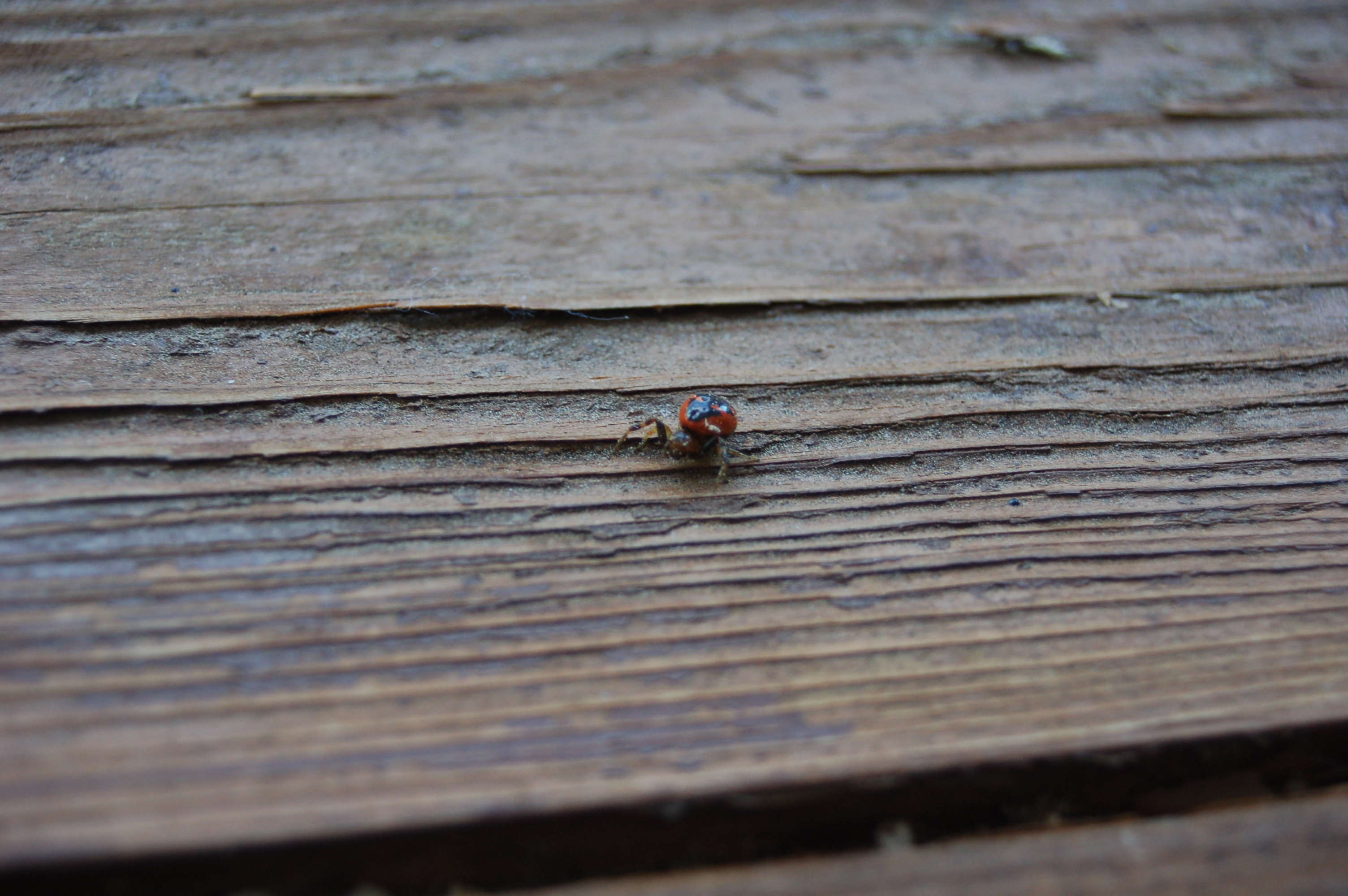